# Pasarela
 (mars 2018).
Si vous disposez d'ouvrages ou d'articles de référence ou si vous connaissez des sites web de qualité traitant du thème abordé ici, merci de compléter l'article en donnant les références utiles à sa vérifiabilité et en les liant à la section « Notes et références ».
Pasarela (anglais: Catwalk) est le troisième single tiré de l'album Prestige, de Daddy Yankee.

## Historique
Il a été produit par El Cartel et Sony Music.
Il a commencé à être diffusé en radio à partir du 27 mai 2012 et est sorti officiellement le 10 juillet 2012.
Le clip est sorti le 22 juin 2012. On y voit Daddy Yankee sortir avec un mannequin.

## Liste des titres
| No | Titre    | Durée |
| -- | -------- | ----- |
| 1. | Pasarela | 3:55  |

## Classement
| Classement (2012)              | Position |
| ------------------------------ | -------- |
| Colombie (National-Report)     | 12       |
| Honduras (Honduras Top 50)     | 4        |
| États-Unis (Hot Latin Songs)   | 4        |
| États-Unis (Latin Pop Airplay) | 2        |
| États-Unis (Tropical Airplay)  | 3        |
| Venezuela (Record Report)      | 2        |